# Австрийский почётный знак «За науку и искусство»
Австрийский почётный знак «За науку и искусство» (нем. Österreichisches Ehrenzeichen für Wissenschaft und Kunst) — государственная награда Австрии в области науки и искусства.

## Положение о награде
Награда присуждается Федеральным Президентом по предложению члена федерального правительства, ответственного за искусство и науку.

## Степени
Награда состоит из трёх степеней:
- Австрийский почётный знак «За науку и искусство» (нем. Österreichisches Ehrenzeichen für Wissenschaft und Kunst) — наградной знак на шейной ленте;
- Австрийский почётный крест «За науку и искусство» 1 класса (нем. Österreichisches Ehrenkreuz für Wissenschaft und Kunst 1. Klasse) — нагрудный наградной знак без колодки;
- Австрийский почётный крест «За науку и искусство» (нем. Österreichisches Ehrenkreuz für Wissenschaft und Kunst) — наградной знак на нагрудной колодке.

## Описание знака
Наградной знак представляет собой мальтийский крест красной эмали, на который наложен более узкий мальтийский крест белой эмали, при этом красный крест как бы выступает из под белого. В центре креста золотой медальон, окаймлённый лавровым венком с надписью «LITTERIS ET ARTIBUS» в три строки.
Лента награды красного цвета.

## Награжденные Австрийским почётным знаком
- Список награжденных Австрийским почётным знаком[нем.]